# Black Bob (muzikant)
Black Bob was het pseudoniem van een Amerikaanse bluespianist uit Chicago, die tijdens de jaren 1930 veel opnamen maakte met andere artiesten. Zijn echte naam is onbekend, maar suggesties waren Bob Hudson, Bob Robinson, Bob Alexander, Bob Schanault (of Chenault).

## Biografie
Buiten zijn opnames is bijna niets bekend over zijn leven. Volgens Chicago-pianist Charlie West werd hij bekend als Black Jack in Cincinnati, voordat hij rond 1927 naar Chicago verhuisde waar hij de naam Black Bob aannam. Naar verluidt dacht Big Bill Broonzy dat zijn echte naam Robert Alexander was, hoewel Memphis Slim zijn naam gaf als Bob Hudson. Onderzoeker van het bewijsmateriaal Bob Eagle bracht de mogelijkheid naar voren dat hij mogelijk de Bob Schanault (mogelijk verkeerd gespeld) was die met Memphis Minnie in 1936 opnam.
Black Bob was de pianist op veel Chicago blues-opnamen van het midden en eind van de jaren 1930, met name voor Bluebird Records en Vocalion Records. Zijn opnamen omvatten sessies van Broonzy, Trixie Butler, Amos Easton, Jazz Gillum, Lil Johnson, Red Nelson, Joe McCoy, Memphis Minnie, Merline Johnson, Papa Charlie McCoy, Tampa Red, Casey Bill Weldon en Washboard Sam. Hoewel hij na 1938 of misschien 1941 niet lijkt te hebben opgenomen, meldde Memphis Minnie dat ze zowel in 1954 in haar begeleidingsband optrad als met hem opnam.
Van zijn latere leven is niets bekend.